# Emanuel August Merck
Emanuel August Merck (Darmstadt, 30 de julho de 1855 – 26 de fevereiro de 1923) foi um químico, farmacêutico e empresário alemão.

## Vida

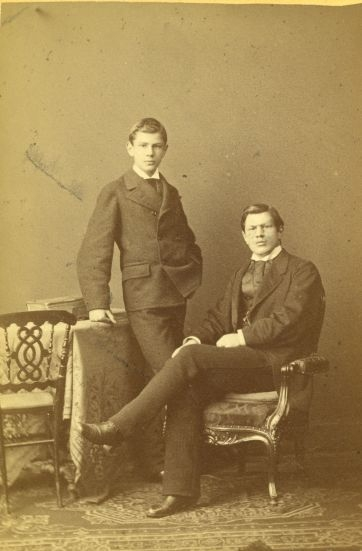
Emanuel August Merck com seu irmão Willy Merck (esquerda), ca. 1875

Filho de Georg Franz Merck e sua mulher Anna, nascida Schenck.
A assinatura de Emanuel Merck foi assegurada como marca registrada e até ca. 1924 utilizada com este direito
Emanuel August Merck casou com Elisabeth „Els“, nascida Rieger (1864–1909), natural de Darmstadt. Tiveram quatro filhos: Elisabeth (1886–1964), Georg (1887–1945), Fritz (1899–1969) e Anna Luise (1892–1974). O Mercksche Familien-Zeitschrift foi fundado por Emanuel August Merck em 1913.

## Condecorações
Merck recebeu um doutorado honoris causa Universidade de Giessen (1918) e da Universidade Técnica de Darmstadt.